# Dinamo Moskwa (piłka siatkowa kobiet)
Dinamo Moskwa (ros. Динамо Москва) – żeński klub siatkarski z Rosji powstały w 1926 roku z bazą w mieście Moskwa. Klub występuje w rozgrywkach rosyjskiej Superligi. Jeden z najbardziej utytułowanych rosyjskich żeńskich klubów siatkarskich.

## Sukcesy
Mistrzostwo ZSRR:

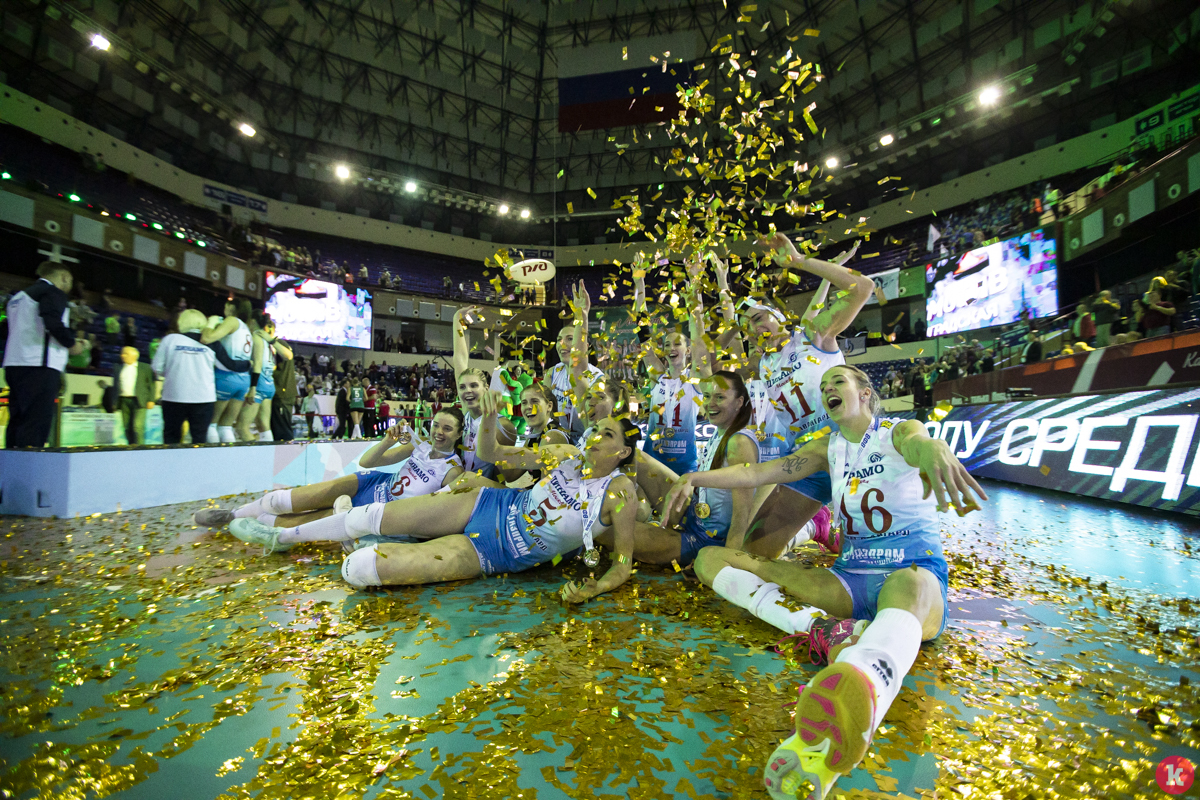
Zawodniczki Dinamo Moskwa Mistrzyniami Rosji w sezonie 2018/2019

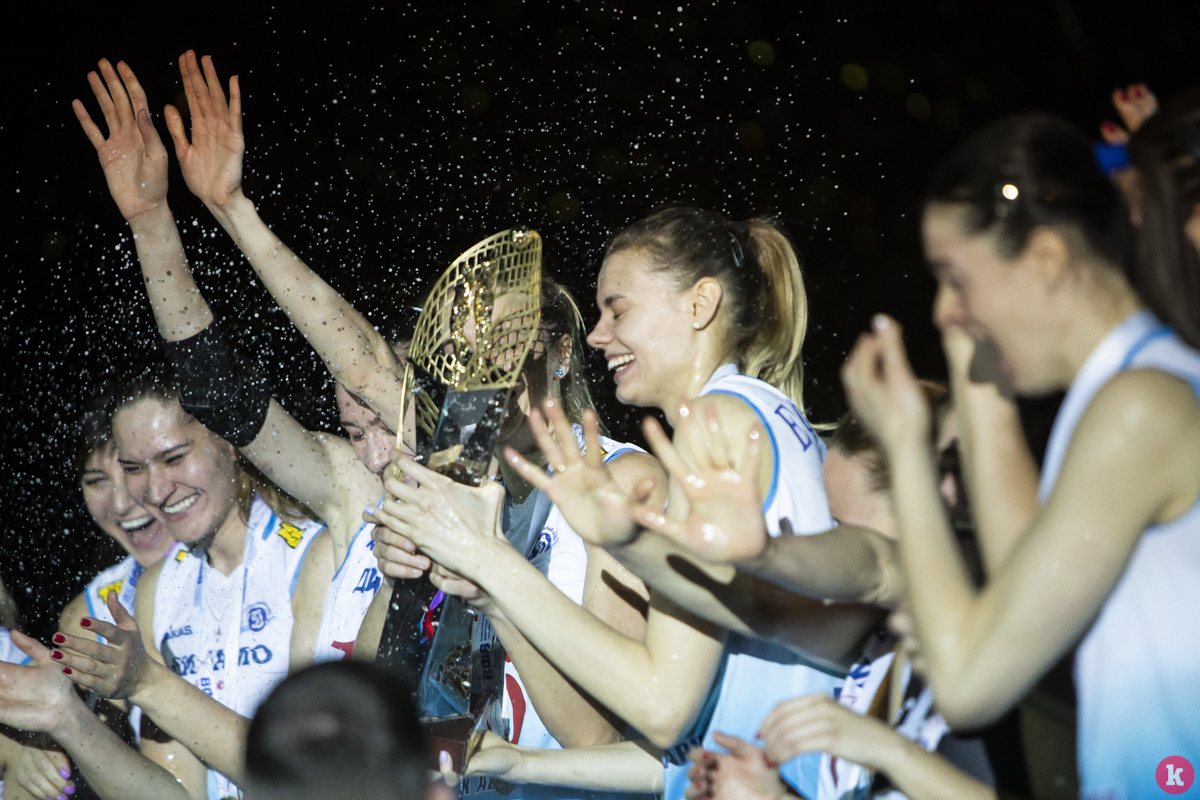
Zawodniczki Dinamo Moskwa Mistrzyniami Rosji w sezonie 2018/2019

- 1947, 1951, 1953, 1954, 1955, 1960, 1962, 1970, 1971, 1972, 1973, 1975, 1977, 1983
- 1949, 1952, 1957, 1958, 1966, 1974, 1981

Puchar ZSRR:
- 1950, 1951, 1953, 1982

Puchar Europy:
- 1961, 1963, 1965, 1968, 1969, 1970, 1971, 1974, 1975, 1977

Mistrzostwo Rosji:
- 2006, 2007, 2009, 2016, 2017, 2018, 2019
- 2005, 2008, 2010, 2011, 2012, 2013, 2014, 2015, 2021

Liga Mistrzyń:
- 2007, 2009

Puchar Rosji:
- 2009, 2011, 2013, 2018

Superpuchar Rosji:
- 2017, 2018

## Zawodniczki

### Polki w klubie
| Lata gry  | Imię i nazwisko |
| --------- | --------------- |
| 2007-2008 | Maria Liktoras  |

## Kadra

### Sezon 2022/2023[2]
- 8.  Natalja Gonczarowa
- 13.  Irina Fietisowa

### Sezon 2021/2022[3]
- 1.  Marija Chaleca
- 4.  Jana Manzjuk
- 7.  Tatjana Dmitrijewa
- 8.  Natalja Gonczarowa
- 9.  Jekatierina Jenina
- 10.  Marija Babina
- 11.  Jekatierina Lubuszkina
- 12.  Anastasija Anufrienko
- 13.  Irina Fietisowa
- 14.  Jekatierina Poljakowa
- 15.  Natalja Krotkowa
- 16.  Jarosława Simonienko
- 17.  Anna Pospielowa
- 18.  Elica Wasilewa
- 19.  Edina Begić
- Jewgienija Starcewa (od 29.12.2021)[4]

### Sezon 2020/2021
- 1.  Sofija Kuzniecowa
- 2.  Darja Talyszewa
- 3.  Jekatierina Jefimowa
- 4.  Jana Manzjuk
- 5.  Jekatierina Orłowa
- 6.  Jana Szczerbań
- 7.  Tatjana Romanowa
- 8.  Natalja Gonczarowa
- 9.  Jekatierina Jenina
- 10.  Marija Babina
- 11.  Hanna Klimiec
- 12.  Marina Babieszyna
- 13.  Irina Fietisowa
- 15.  Natalja Krotkowa
- 17.  Anna Pospielowa
- 18.  Natália Pereira

### Sezon 2019/2020
- 1.  Lauren Carlini
- 2.  Darja Talyszewa
- 3.  Jekatierina Jefimowa
- 4.  Jana Manzjuk
- 5.  Wiktorija Czaplina
- 6.  Jana Szczerbań
- 7.  Jekatierina Rajewska
- 8.  Natalja Gonczarowa
- 9.  Darja Stolarowa
- 11.  Jekatierina Lubuszkina
- 12.  Marina Babieszyna
- 13.  Irina Fietisowa
- 15.  Natalja Krotkowa
- 16.  Helena Havelková

### Sezon 2018/2019

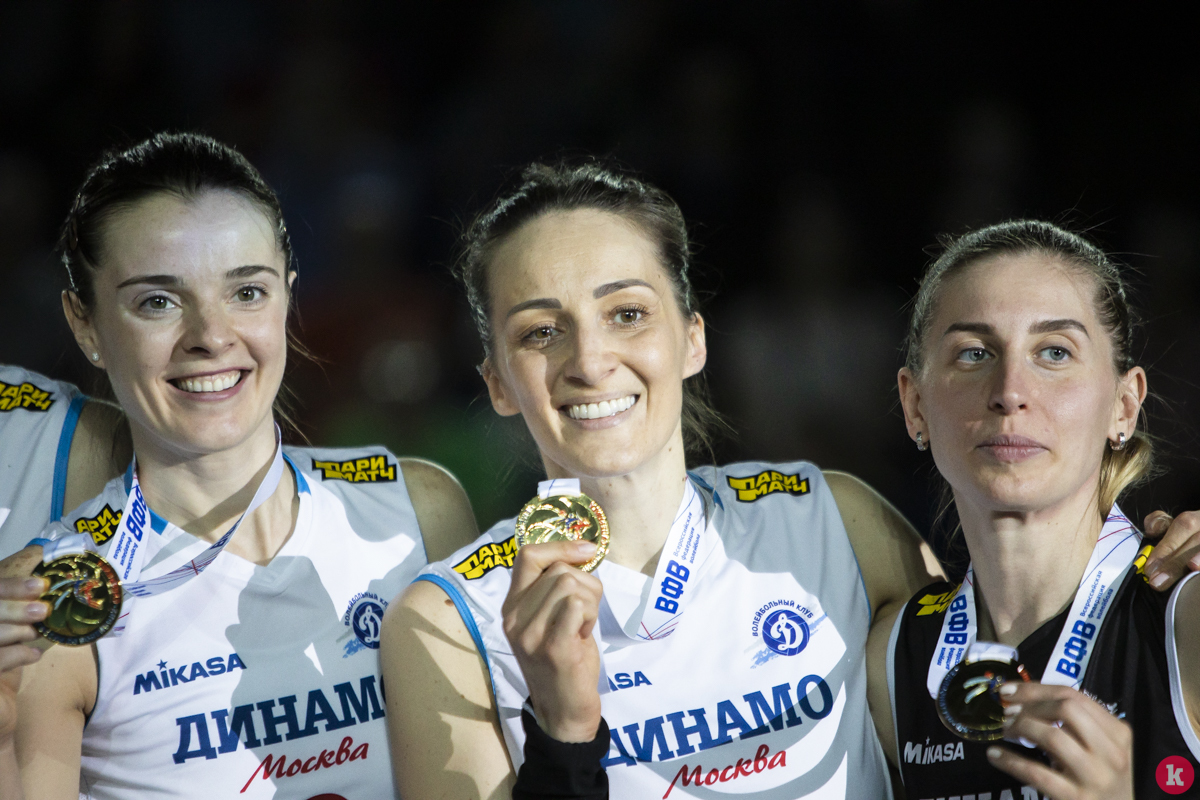
Zawodniczki Dinama Moskwa w sezonie 2018/2019. Od lewej: Jana Szczerbań, Maja Ognjenović, Darja Talyszewa

- 2.  Darja Talyszewa
- 3.  Jekatierina Jefimowa
- 5.  Alena Hiendziel
- 6.  Jana Szczerbań
- 7.  Jekatierina Rajewska
- 8.  Natalja Gonczarowa
- 9.  Darja Stolarowa
- 11.  Jekatierina Lubuszkina
- 12.  Marina Babieszyna
- 13.  Irina Fietisowa
- 14.  Anna Łazariewa
- 15.  Natalja Krotkowa
- 16.  Helena Havelková
- 18.  Maja Ognjenović

### Sezon 2017/2018
- 1.  Julija Morozowa
- 2.  Darja Talyszewa
- 3.  Anna Makarowa
- 5.  Alena Hiendziel
- 6.  Jana Szczerbań
- 7.  Jekatierina Rajewska
- 8.  Natalja Gonczarowa
- 9.  Wiera Wietrowa
- 11.  Jekatierina Lubuszkina
- 12.  Marina Babieszyna
- 13.  Irina Fietisowa
- 14.  Anna Łazariewa
- 15.  Natalja Krotkowa
- 19.  Darja Stolarowa

### Sezon 2016/2017
- 1.  Julija Morozowa
- 2.  Anastasija Bawikina
- 3.  Anna Małowa
- 5.  Anastasija Markowa
- 6.  Jana Szczerbań
- 7.  Jekatierina Romanienko
- 8.  Natalja Gonczarowa
- 9.  Wiera Wietrowa
- 10.  Jekatierina Kosianienko
- 11.  Jekatierina Lubuszkina
- 12.  Aleksandra Crnčević
- 13.  Irina Fietisowa
- 15.  Natalja Krotkowa
- 17.  Bethania de la Cruz
- 18.  Maja Poljak

### Sezon 2015/2016
- 1.  Julija Morozowa
- 2.  Anastasija Bawikina
- 3.  Anna Małowa
- 5.  Anastasija Markowa
- 6.  Jana Szczerbań
- 7.  Jekatierina Romanienko
- 8.  Natalija Obmoczajewa
- 9.  Wiera Wietrowa
- 10.  Jekatierina Kosianienko
- 11.  Jekatierina Lubuszkina
- 13.  Irina Fietisowa
- 16.  Fernanda Garay
- 17.  Regina Moroz

### Sezon 2014/2015
- 1.  Julija Morozowa
- 2.  Wałerija Honczarowa
- 3.  Anna Małowa
- 5.  Anastasija Markowa
- 6.  Jana Szczerbań
- 7.  Maryna Marczenko
- 8.  Natalija Obmoczajewa
- 9.  Wiera Wietrowa
- 10.  Jekatierina Kosianienko
- 11.  Olga Fatiejewa
- 12.  Jekatierina Trietijakowa
- 13.  Natalija Nazarowa
- 17.  Regina Moroz

### Sezon 2013/2014
- 1.  Julija Morozowa
- 2.  Wałerija Honczarowa
- 4.  Darija Czikrizowa
- 5.  Anastasija Markowa
- 7.  Maryna Marczenko
- 8.  Natalija Obmoczajewa
- 9.  Wiera Wietrowa
- 10. Olga Żytowa
- 11. Sanja Popović
- 12. Jekaterina Trietijakowa
- 14. Jekatierina Kriwiec
- 15. Tatjana Koszelewa
- 18. Marina Akułowa

### Sezon 2012/2013
- 1.  Julija Morozowa
- 2.  Wałerija Honczarowa
- 3.  Marija Pieriepiołkina
- 4.  Anna Makarowa
- 5.  Anastasija Markowa
- 7.  Maryna Marczenko
- 8.  Natalija Obmoczajewa
- 10. Jelena Jeżowa
- 11. Darija Czikrizowa
- 12. Maria Żadan
- 13. Nataša Osmokrović
- 14. Jekatierina Kriwiec
- 15. Lubow Jagodina
- 18. Marina Akułowa

### Sezon 2011/2012
- 1.  Julija Morozowa
- 2.  Wałerija Honczarowa
- 3.  Marija Pieriepiołkina
- 4.  Anna Makarowa
- 5.  Ewa Janewa
- 7.  Swietłana Kriuczkowa
- 8.  Natalija Honczarowa
- 9.  Wiera Uljakina
- 10. Anna Matienko
- 11. Darija Czikrizowa
- 12. Yaíma Ortiz Charro
- 14. Jekatierina Kriwiec
- 15. Jewgienija Kożuchowa
- 16. Julija Mierkułowa
- 17. Angelina Grün
- 18. Jelena Nowik

### Sezon 2010/2011
- 2.  Wałerija Honczarowa
- 3.  Lesia Machno
- 4.  Lubow Jagodina
- 5.  Marija Pieriepiołkina
- 6.  Oksana Parxomenko
- 7.  Swietłana Kriuczkowa
- 8.  Natalija Honczarowa
- 9.  Wiktorija Kuziakina
- 10. Anna Matienko
- 12. Carolina Costagrande
- 16. Julija Mierkułowa
- 17. Jelena Godina